# 李國鼎故居
李國鼎故居，是位於臺灣臺北市中正區的日式住宅，為李國鼎於1972年後入住的官邸，今列市定古蹟。

## 建物歷史

### 早期使用

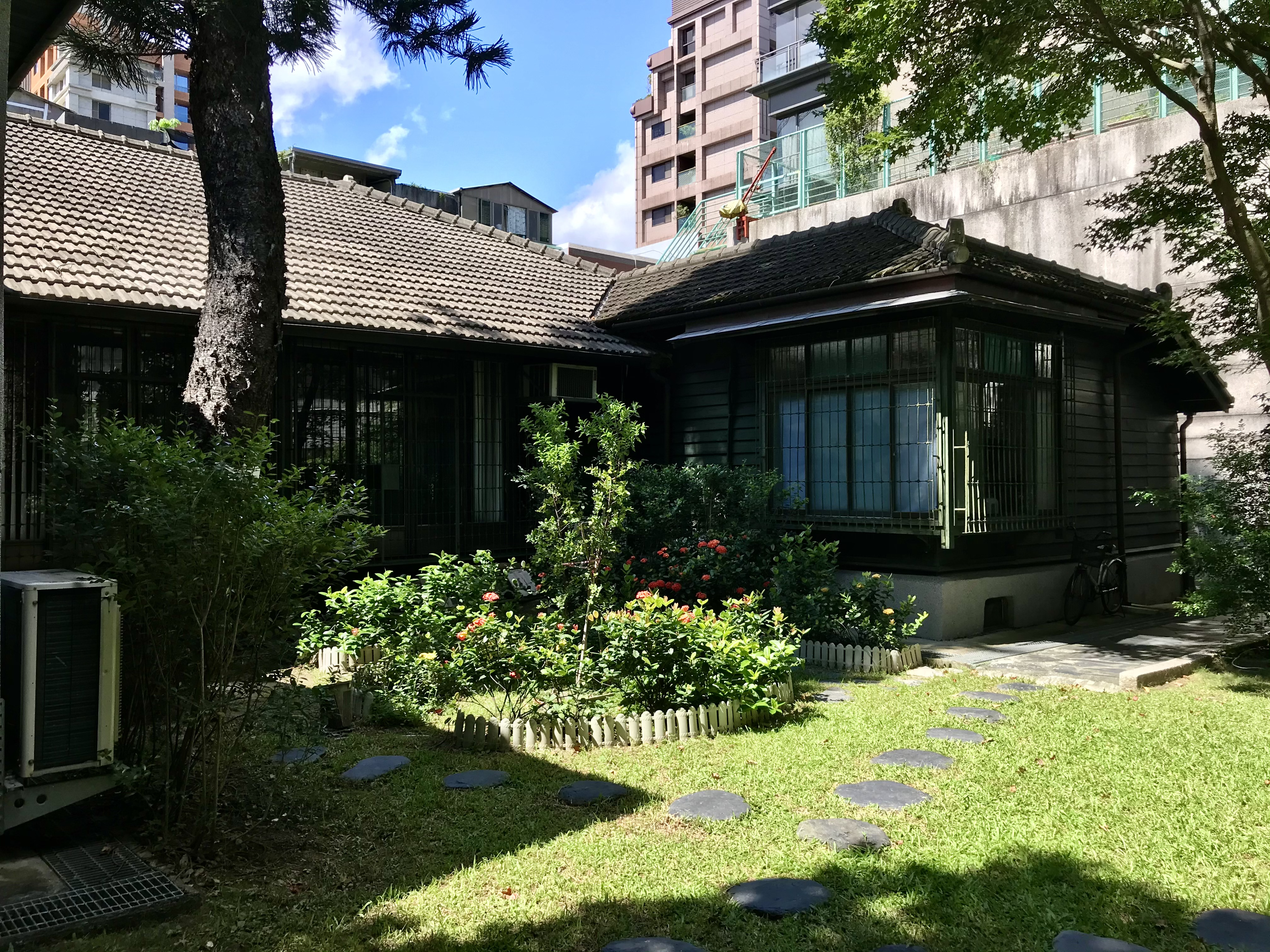
庭院

李國鼎故居原為1935年建於幸町的臺灣總督府交通局遞信部高等官舍，面積達300餘坪。該種官舍是臺灣日治時期最高等級官舍的第二種宿舍，稱「高2種建築」。中華民國政府接收後，充作台灣省政府財政廳長陳漢平官邸。省府南遷中興新村後改由中華民國財政部收回使用。李國鼎任財政部長時於1972年遷入此官舍，由行政院秘書處辦理借用。周圍住過的名人還有孫運璿、馬紀壯、黎玉璽、王叔銘等。

### 室內佈置
室內坪數約46坪，外觀雖為日本宿舍，但內部已無疊蓆、拉門等日式設計。
客廳除懸掛一張故舊在李國鼎生日時所送的張大千山水畫外，特別還有越南總統吳廷琰所贈的掛圖，那是1958年5月李國鼎率工農考察團赴越南時獲贈。客廳的電視機有一大台與兩小台，目的是李國鼎要同時收看老三台新聞。孫女李淑儀說祖父每周末固定看《大陸尋奇》，偶爾也會看看熱門的國片。

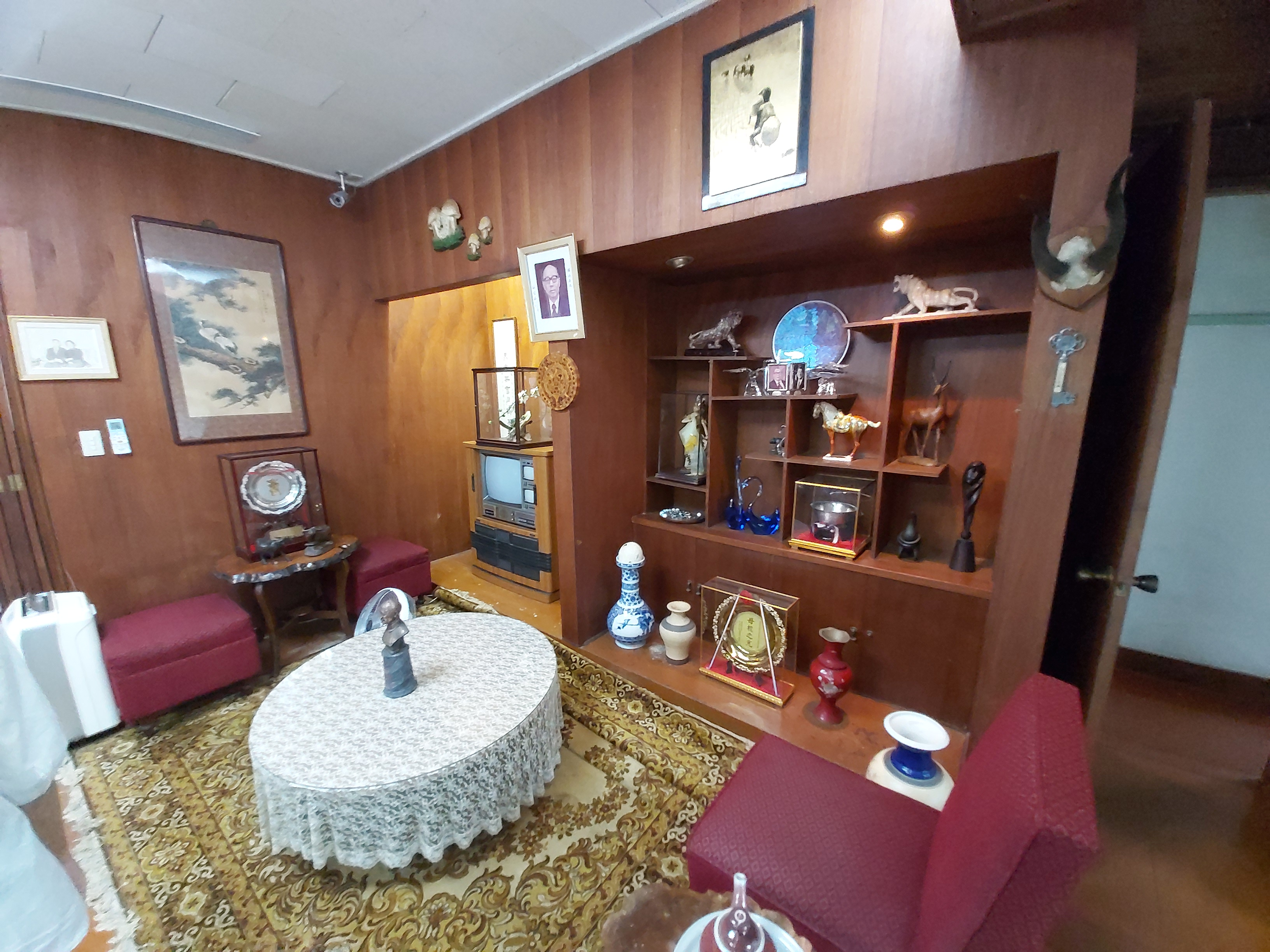
茶几間
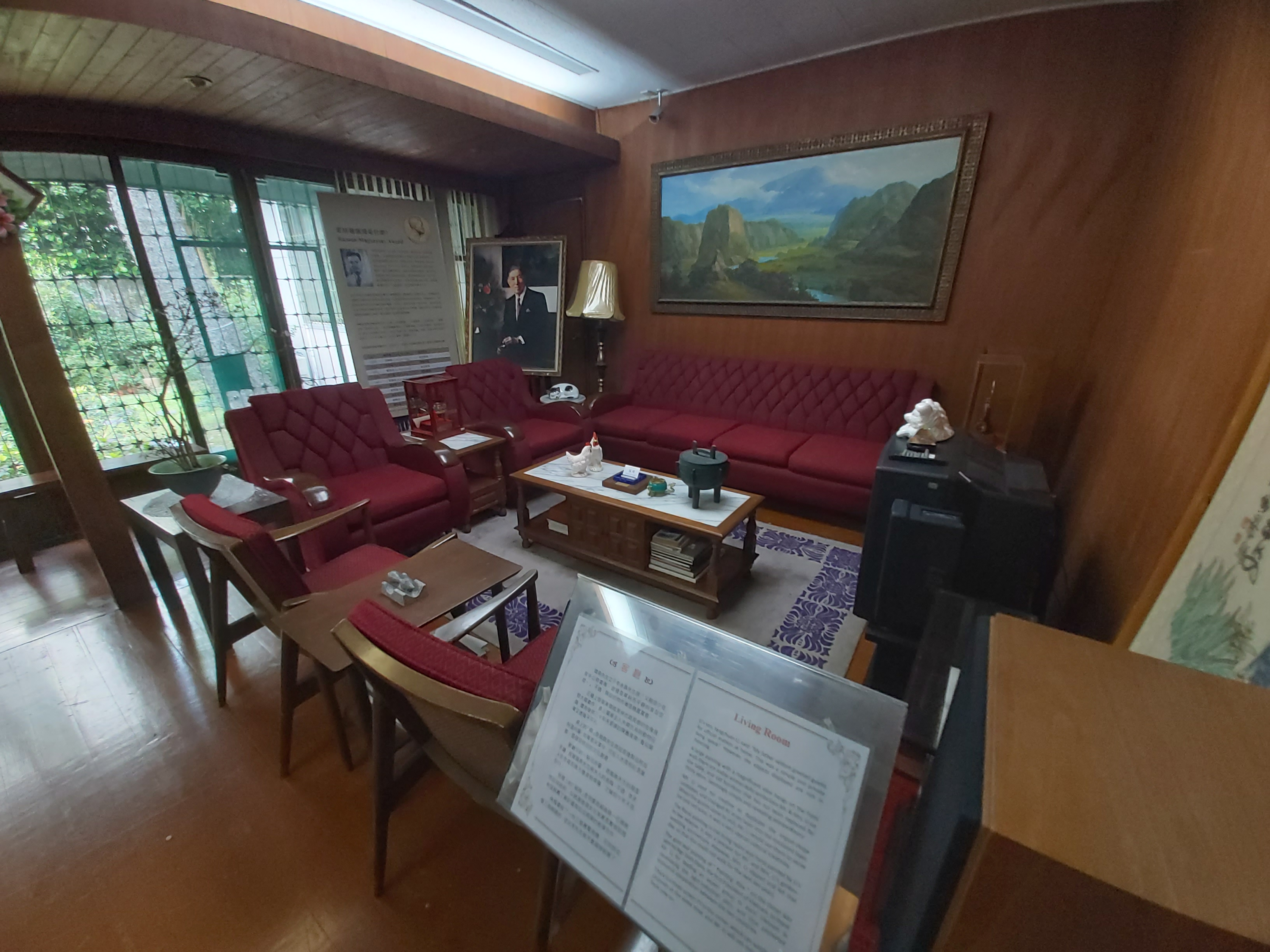
客廳座席空間
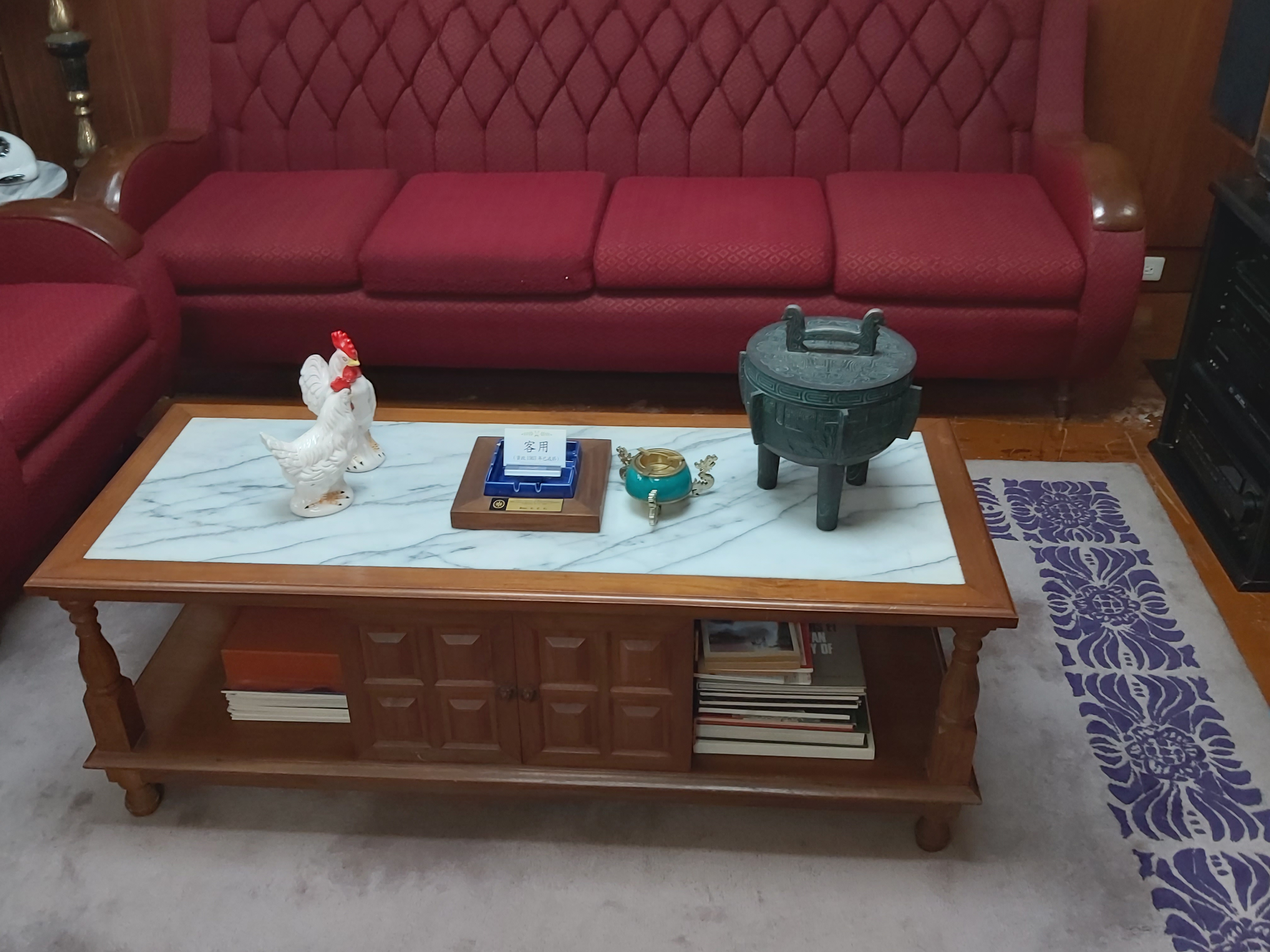
客廳桌案上陳列鼎

書房寬約四坪左右。李國鼎用的桌子是一般辦公室用的鐵製、旁設有三層櫃的書桌，書架以木板隨意搭成架子。架上除滿是治國類的書籍，特別的是擺了一張平·克勞斯貝的親筆簽名照。書架上擱著象棋、乾燥胡桃，即是李國鼎晚年時身體欠佳，在房屋內來回快走的「計數器」，走一趟擺一個棋，核桃則是表示「十」進位。書櫃上方有一堆李國鼎出國時收購的洋娃娃，為的是要讓台灣手工業者，研究如何加工製造。

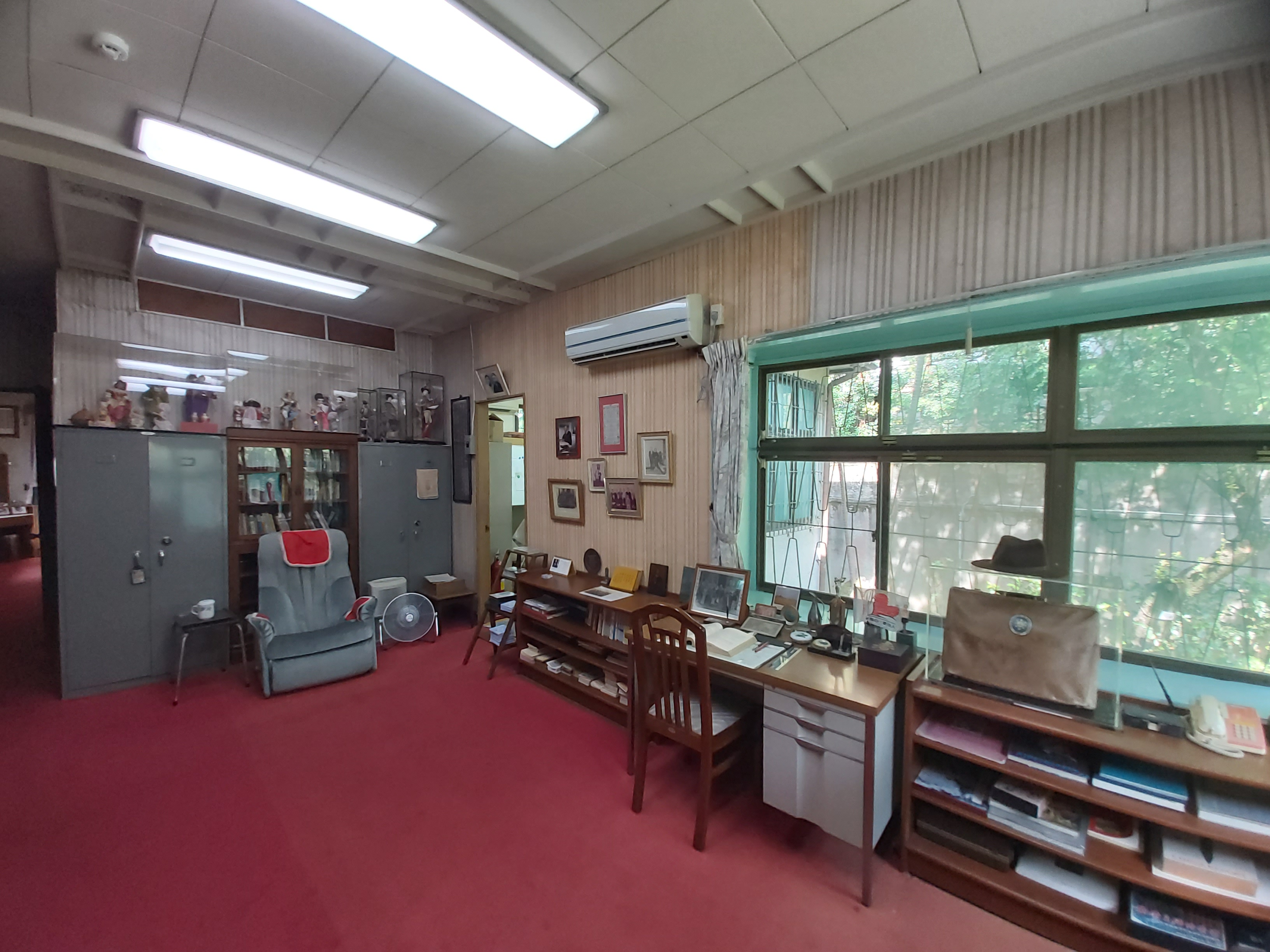
書房陳展空間
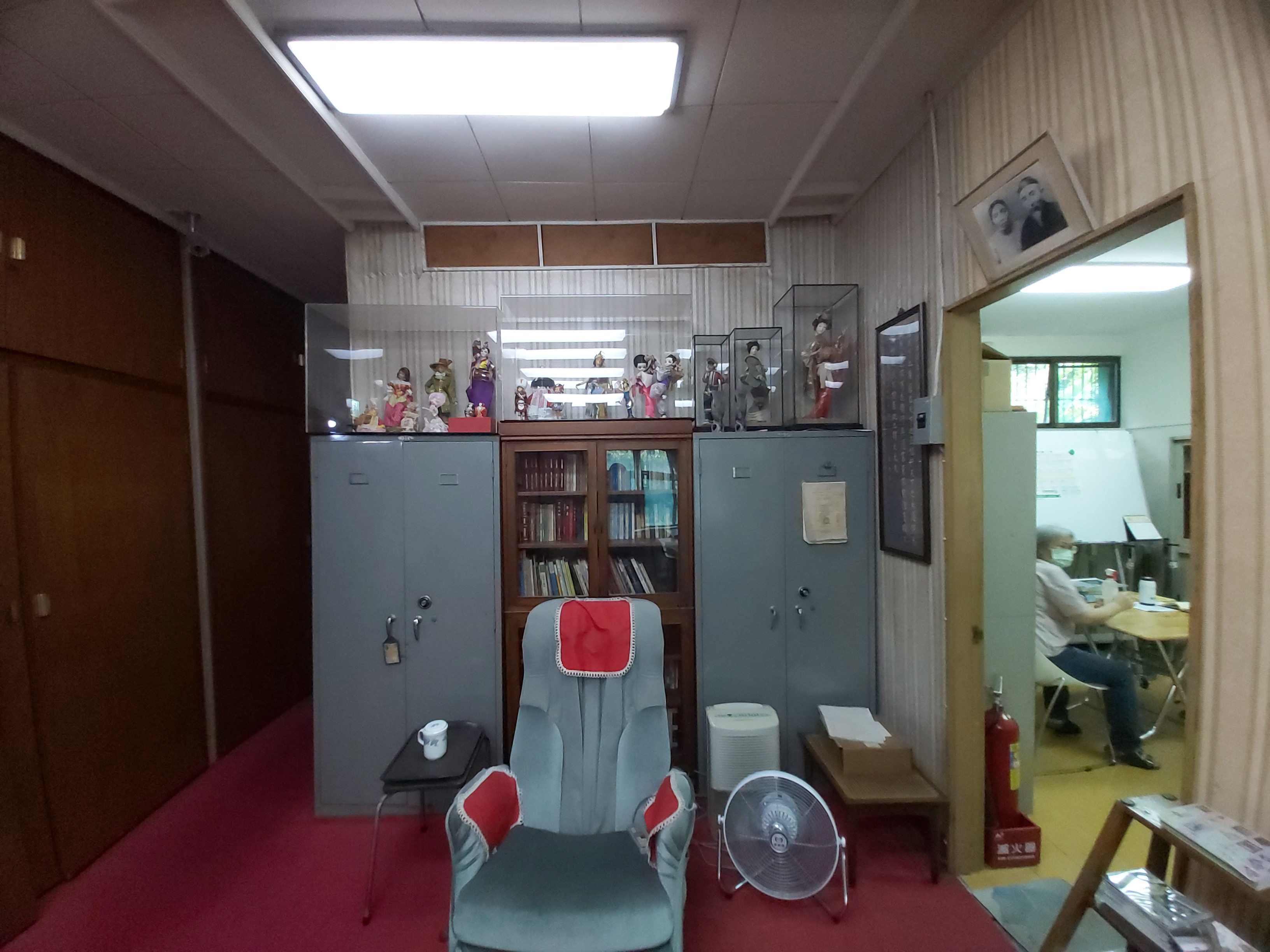
洋娃娃陳列櫃
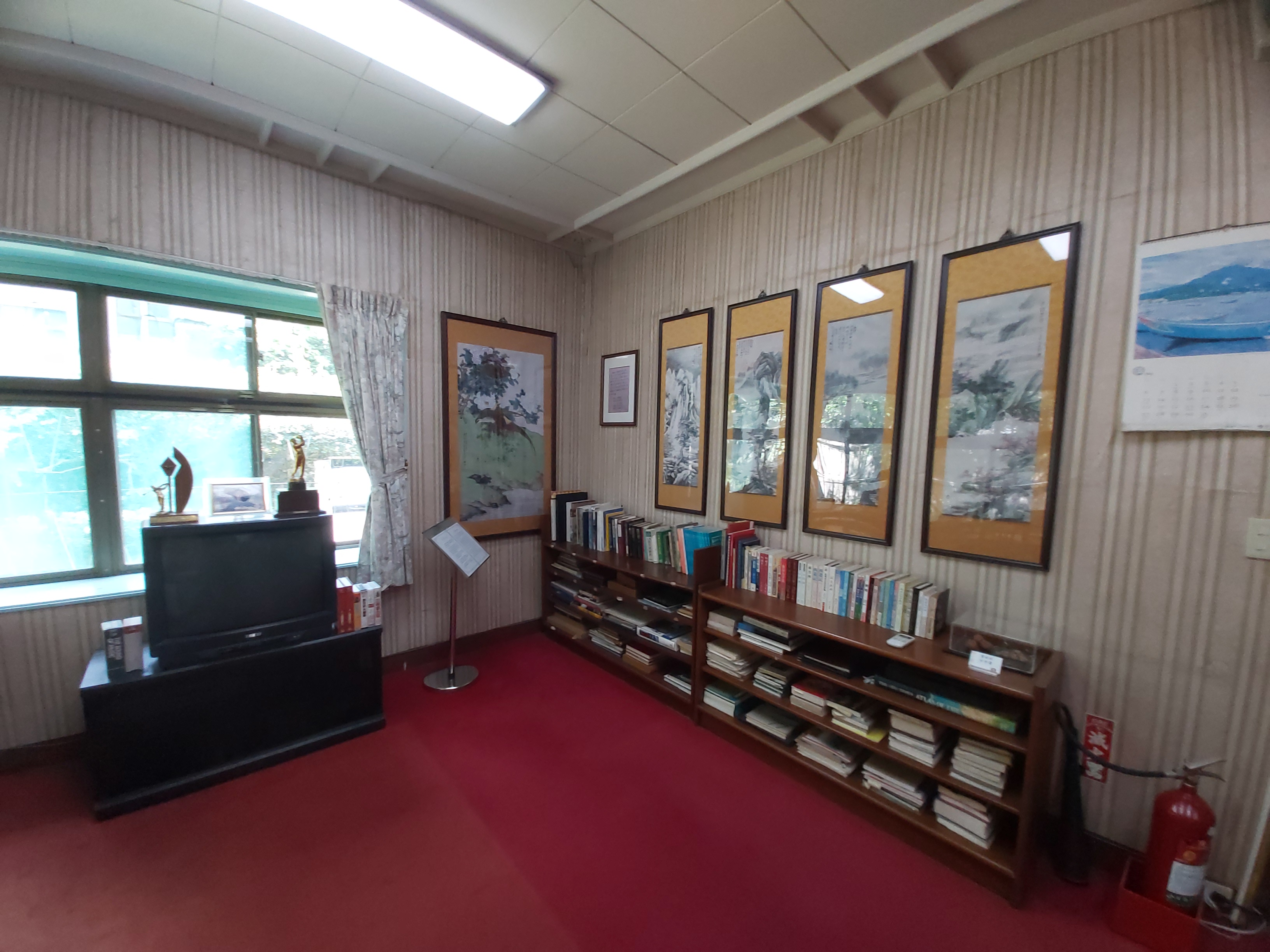
書房陳展空間

小書房是李國鼎妻子宋競雄的閱讀空間，窗前原栽種一整盆她最喜愛的紅玫瑰。此外還擺置著她的書寫用具和押花作品等。宋競雄於1997年去世後，李國鼎為了避免睹物思人而不種玫瑰。

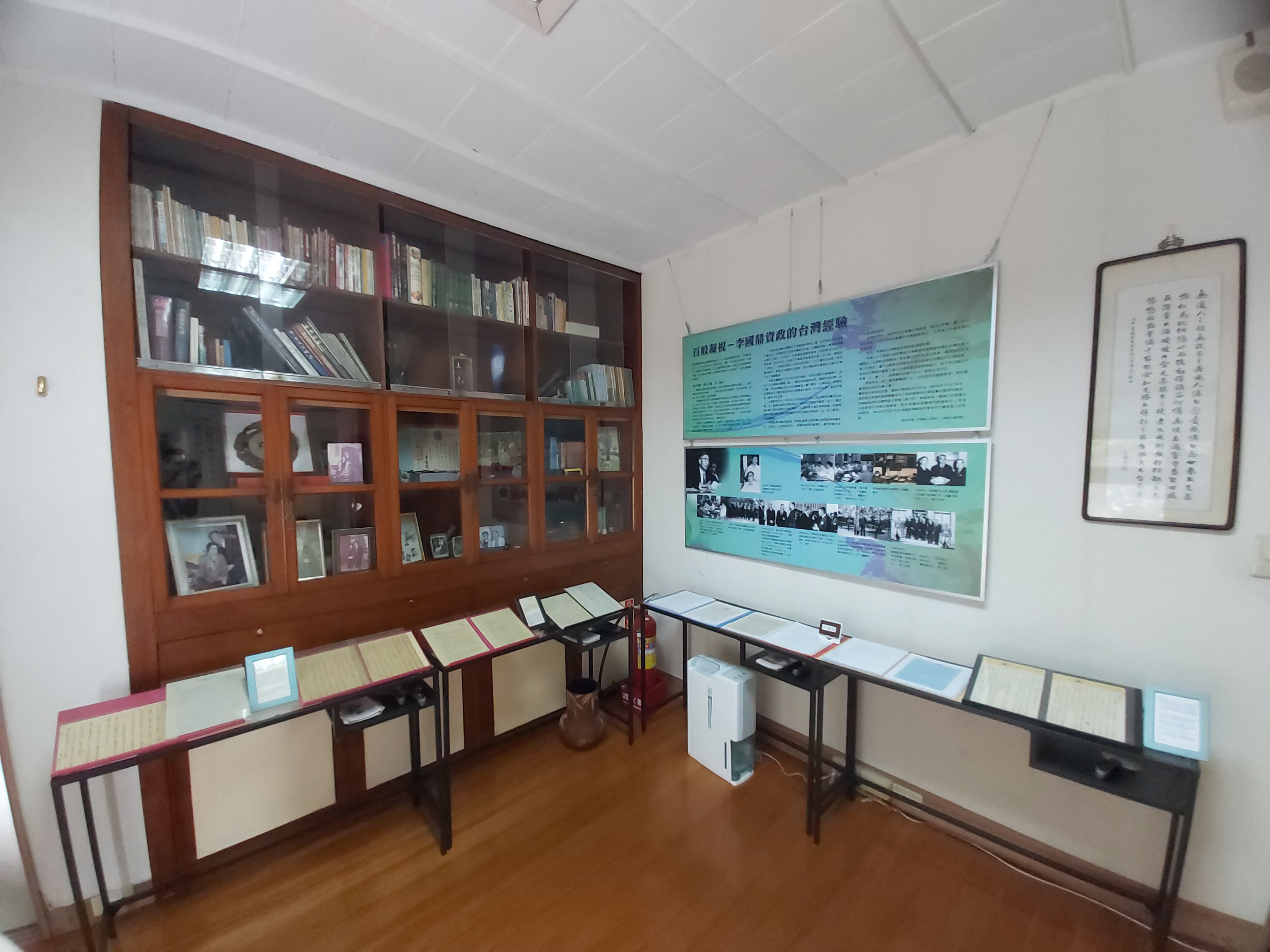
小書房展示櫃
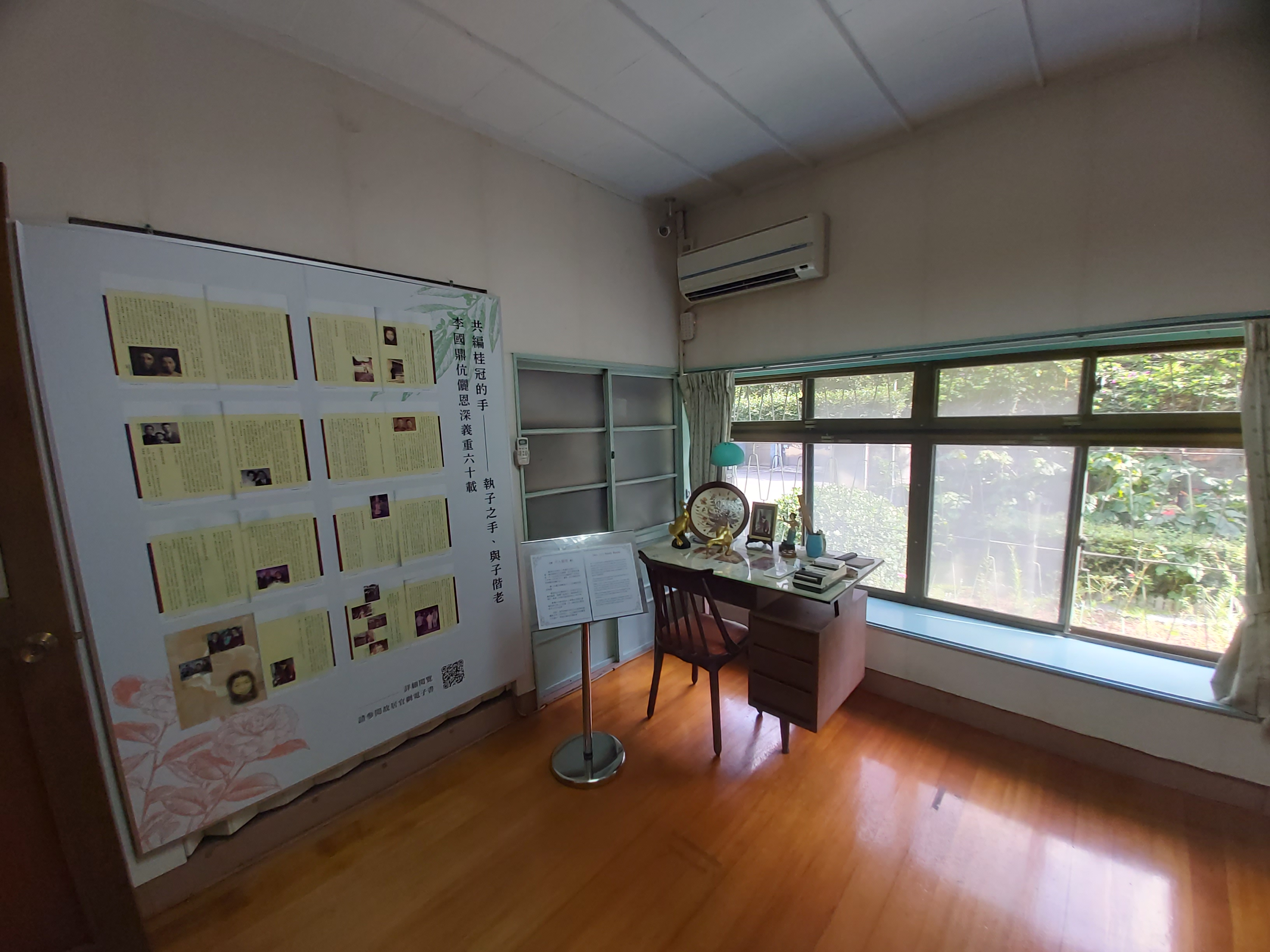
小書房桌案
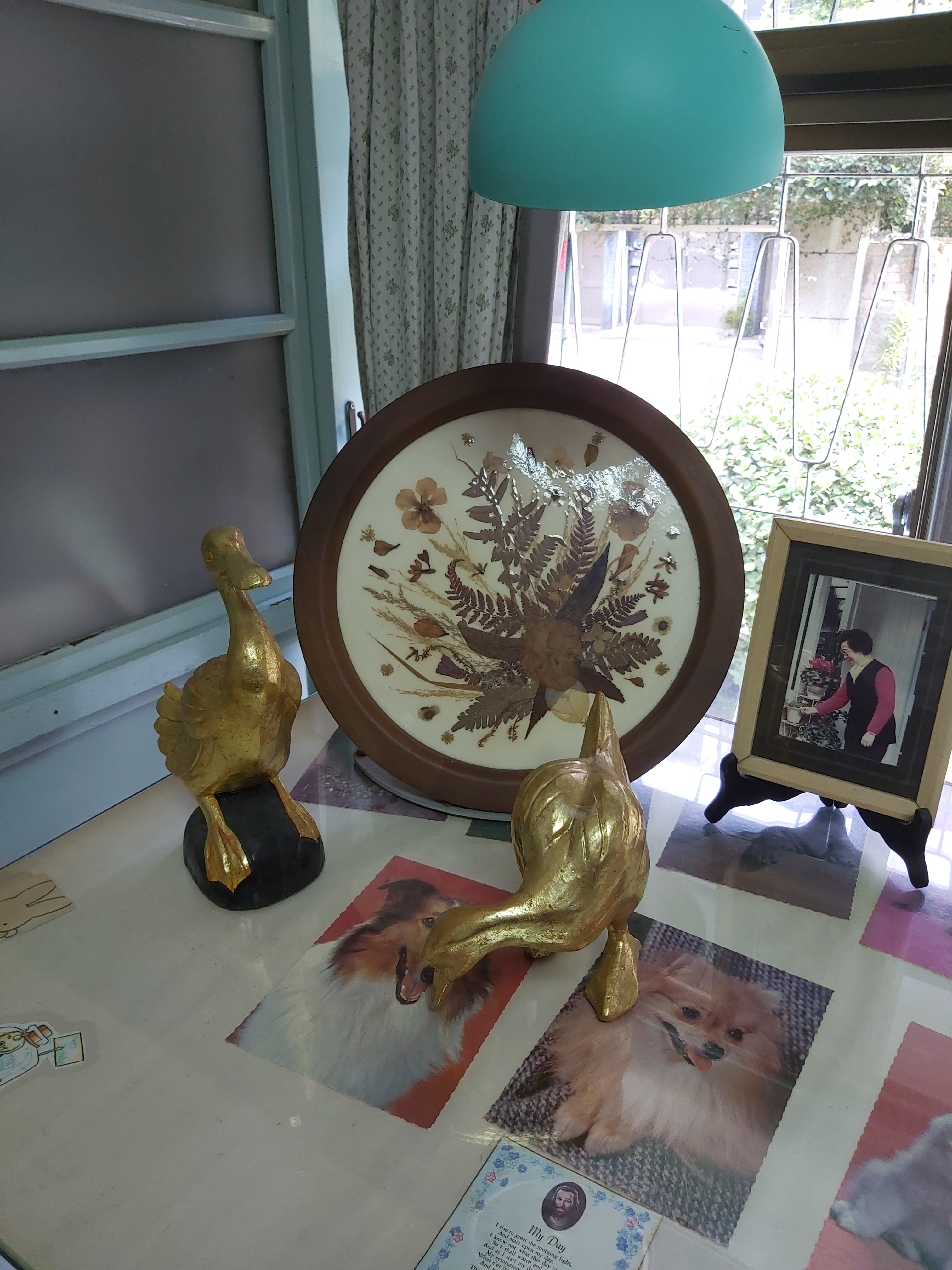
宋競雄押花作品

臥房內衣架有李國鼎已經熨好的襯衫，陳設彷彿李國鼎夫婦倆僅是外出一趟。孫女表示，祖父母晚上睡前都固定在臥室床邊一人一邊禱告，祖母去世後，祖父晚上在祖母的位置禱告。一隅貼著一張「中國古代史概要一覽圖」，原為李國鼎1999年送給姪女。

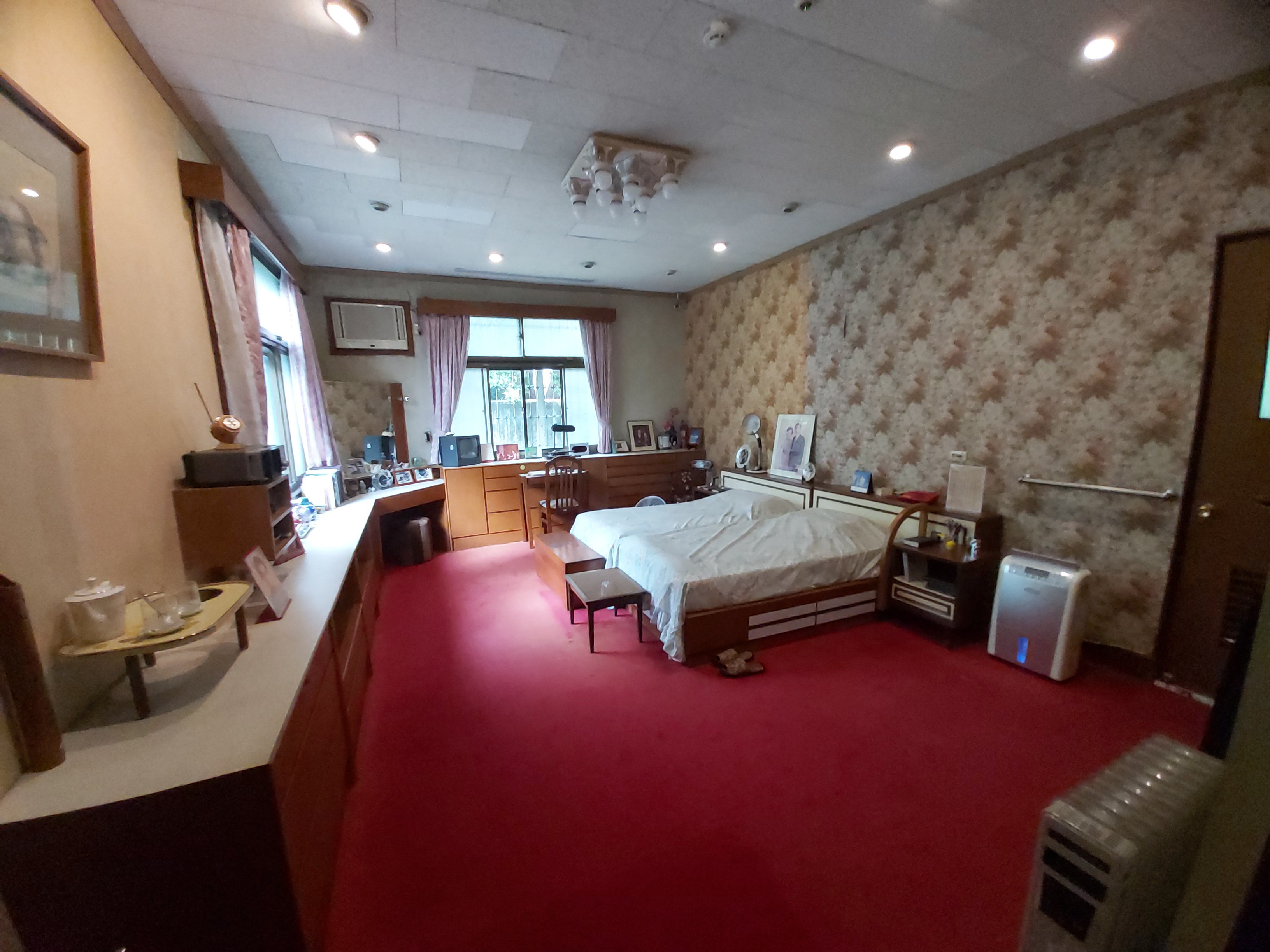
臥房
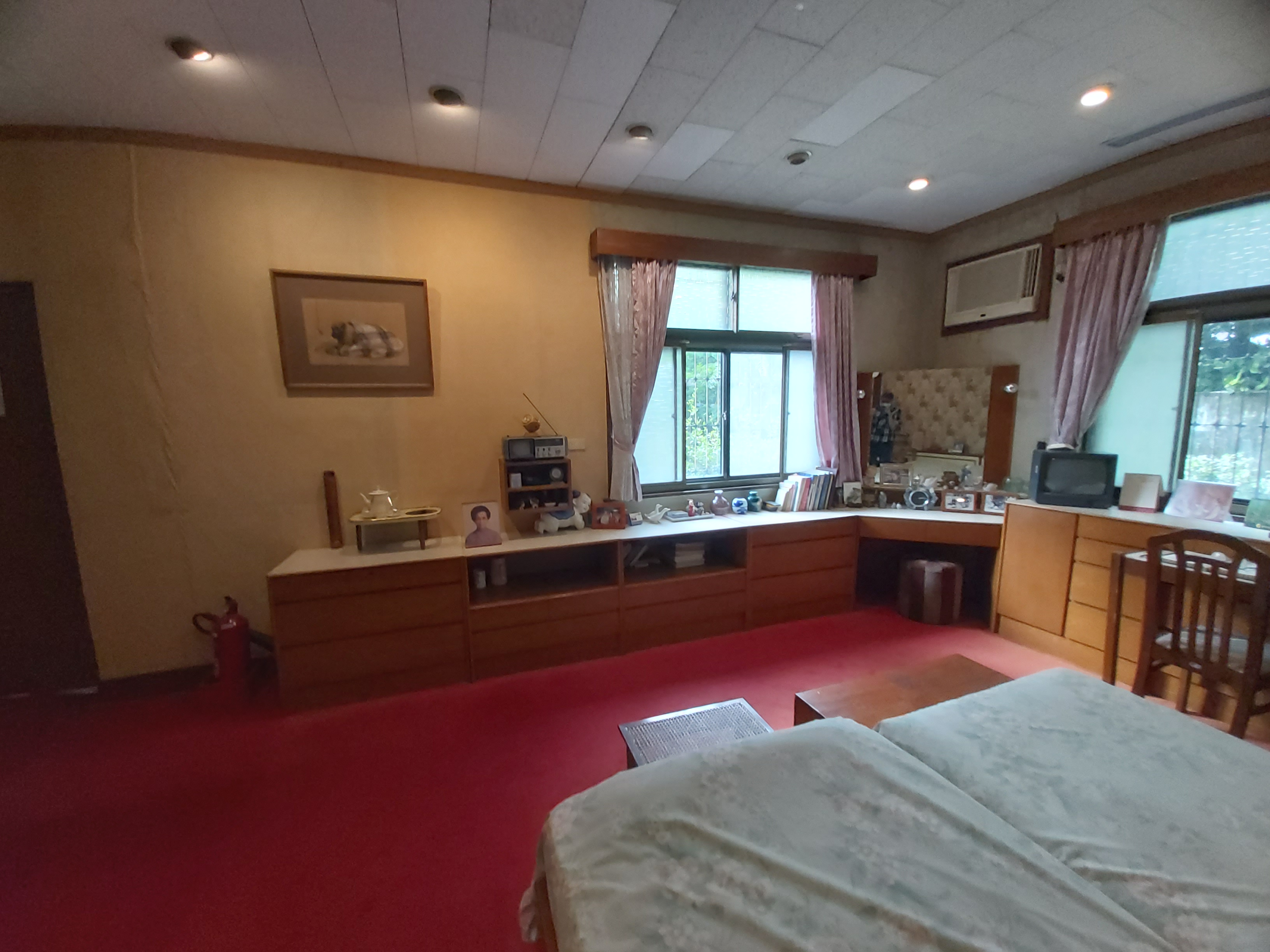
臥房空間陳列
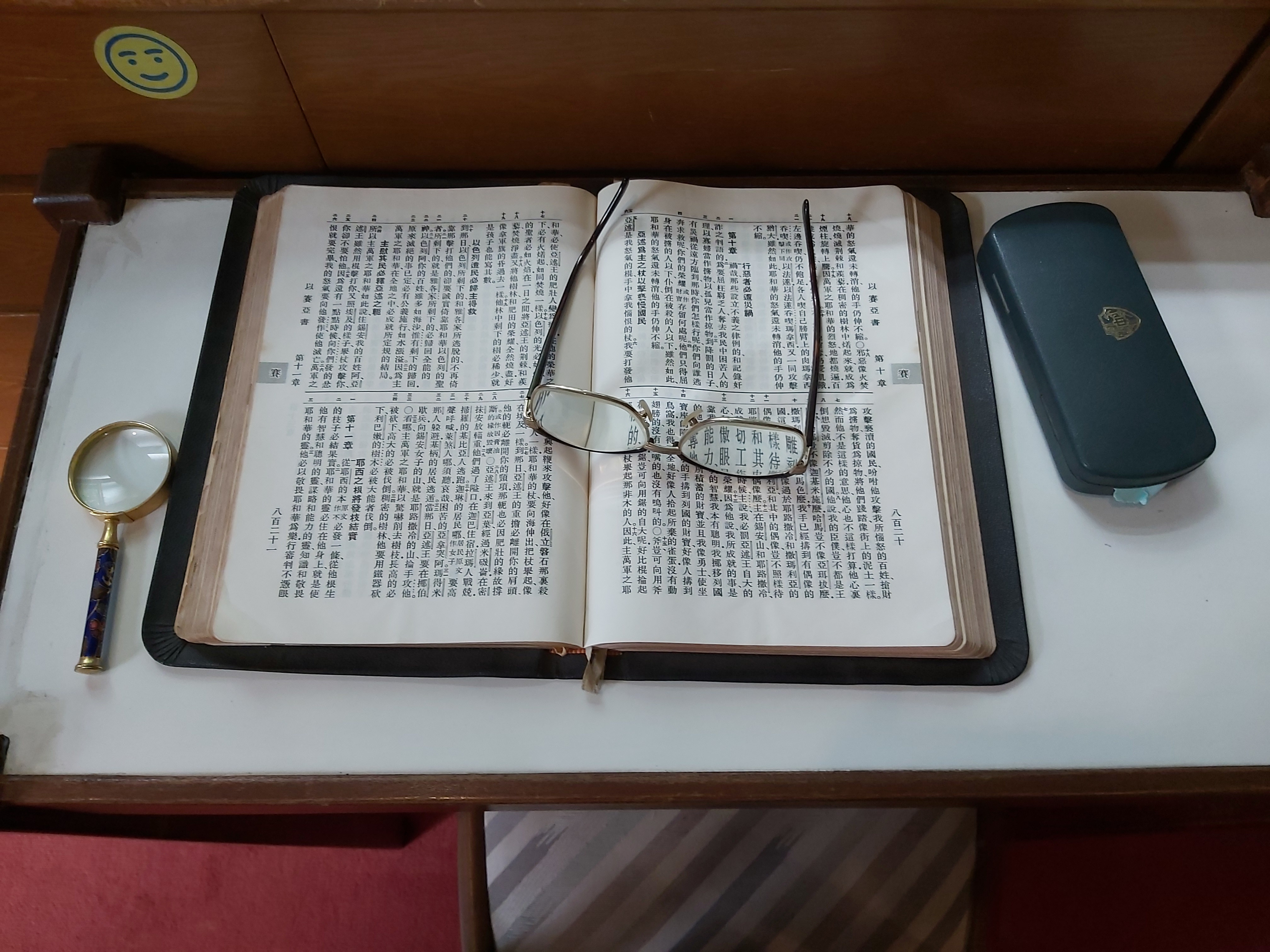
桌案上《以賽亞書》

中研院近史所副研究員劉素芬曾每周兩天為李國鼎進行口述歷史紀錄，餐廳是他們篩檢照片之處。廳內的六張木製椅子，有好幾張骨架已脫落，依然用塑膠繩綑綁而不丟棄。李淑儀回憶祖父每次吃完飯，餐桌上的菜湯必須都喝完，不能浪費，但後來祖父身子不好後，就要求她父親要把菜湯喝掉。2001年5月，李國鼎在餐廳發病，至月底因腦溢血辭世。

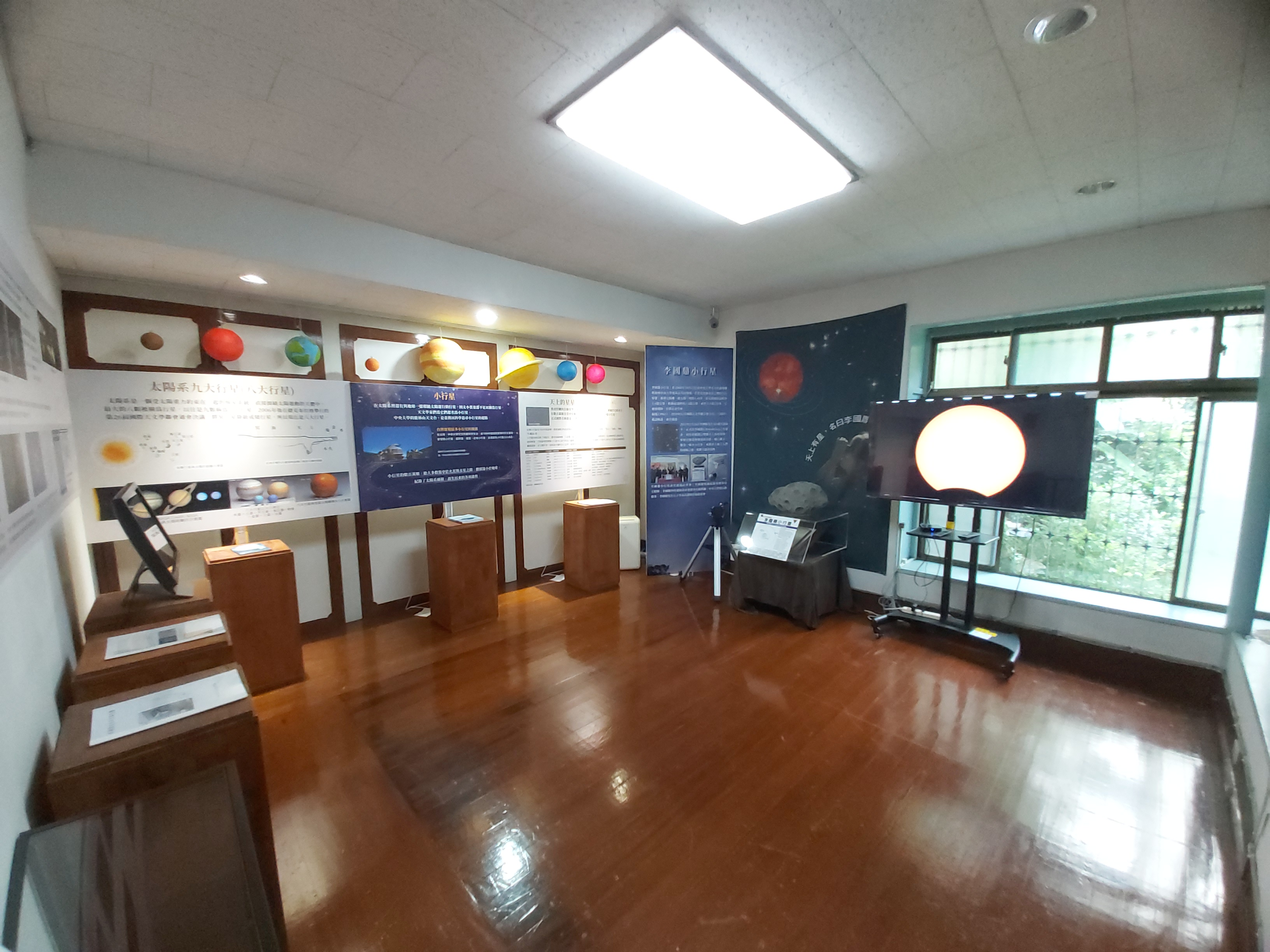
小展間
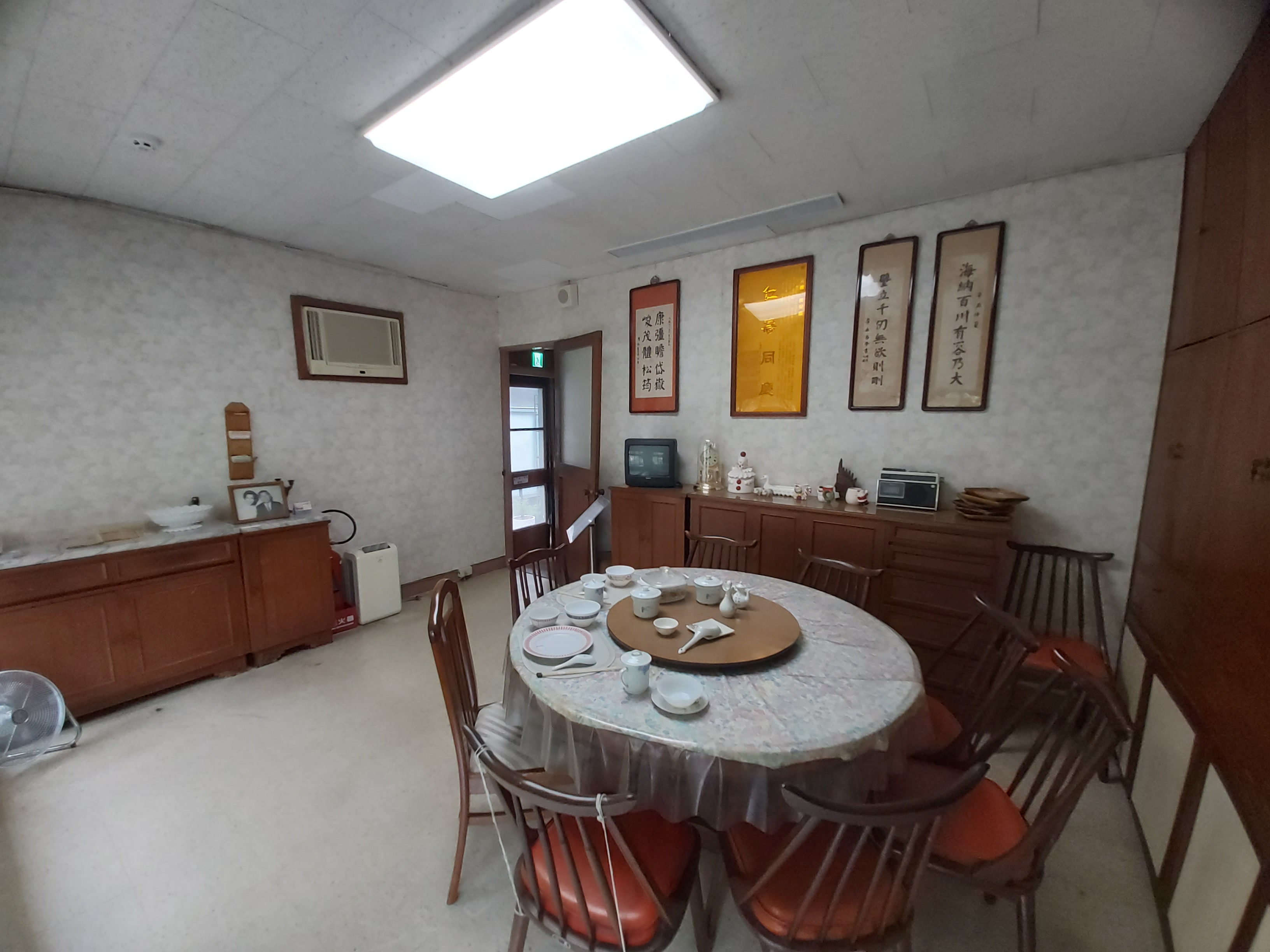
餐廳
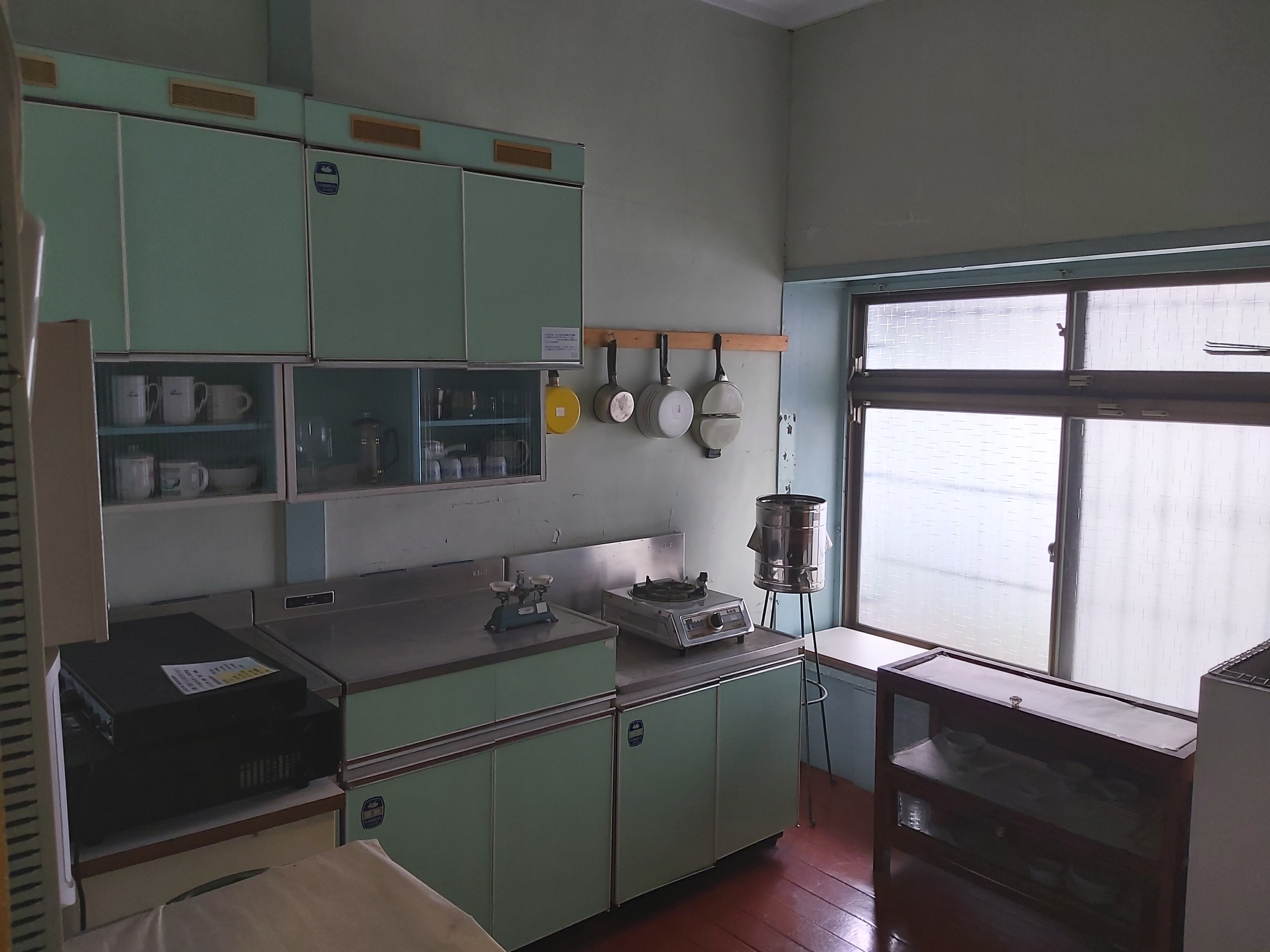
廚房

### 納為古蹟
2002年4月，台北市文化局獲知國有財產局將收回李國鼎故居房舍，擔心故居被拆除，於是緊急安排古蹟專家會勘。該月16日，台北市文化局局長龍應台邀台北市古蹟審查委員夏鑄九、堀込憲二、黃柏鈴會勘。12月17日，文化局在院落舉辦企業募款記者會上，宏碁公司董事長施振榮、李國鼎科技發展基金會董事長劉兆玄、創投公會理事長王伯元、電電公會理事長許勝雄多位企業家一同捐錢修繕。同月19日，古蹟及歷史建築委員會第一次審查會，列為編號第101處的市定古蹟。2003年1月14日，市政會議，以建物故居樣式簡樸，反映了李國鼎生前戮力從公、卻淡薄物質奢華的為人風範為由，通過列為市定古蹟。
李國鼎故居自2006年12月開始修復與再利用工程規畫設計 ，修復為李重耀建築團隊。2010年5月31日整修後開放，副總統蕭萬長、行政院長吳敦義、前行政院長劉兆玄以及台北市長郝龍斌等人共同揭幕。由李國鼎科技發展基金會在周二至周六提供定時導覽。

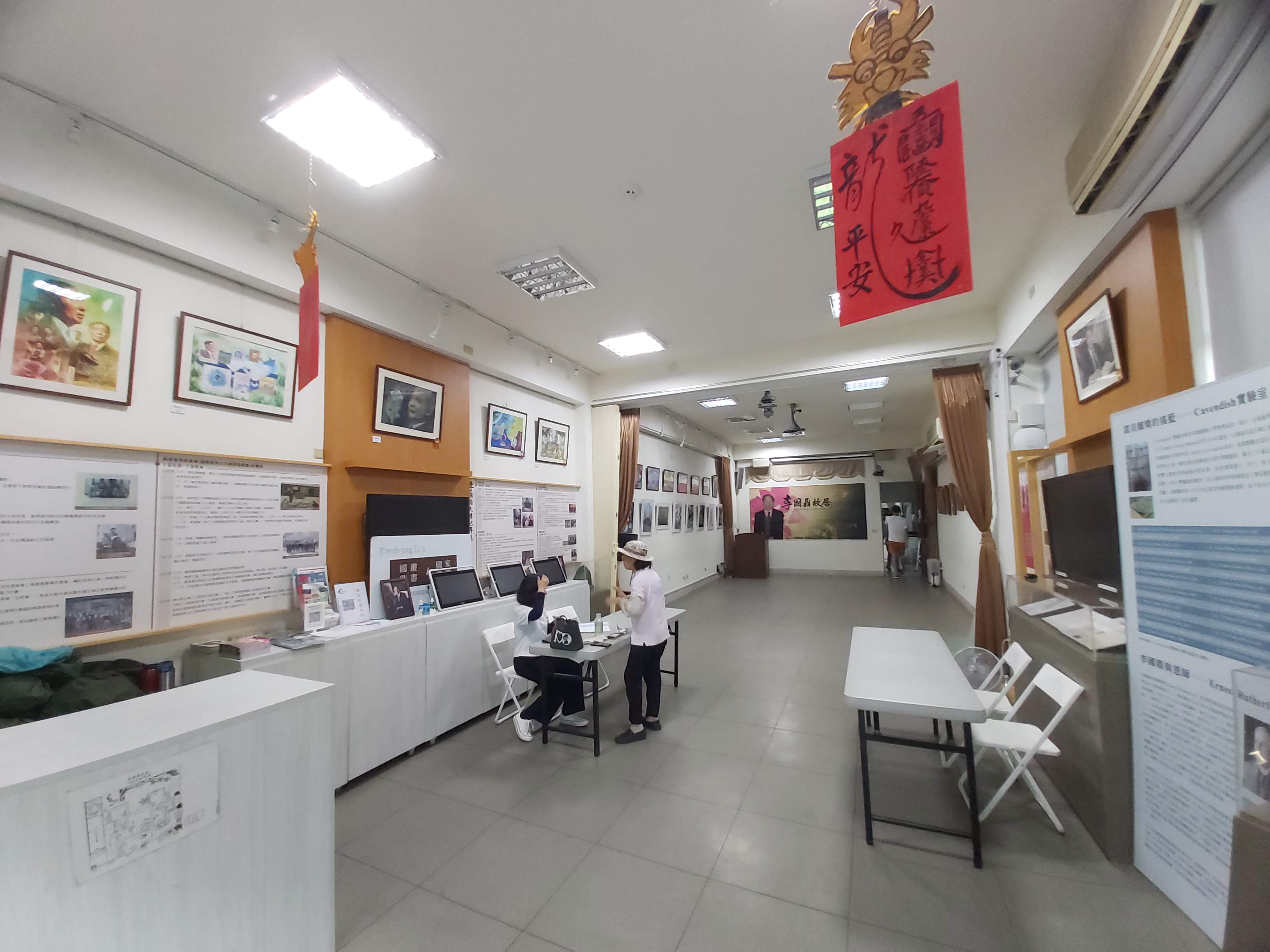
新館
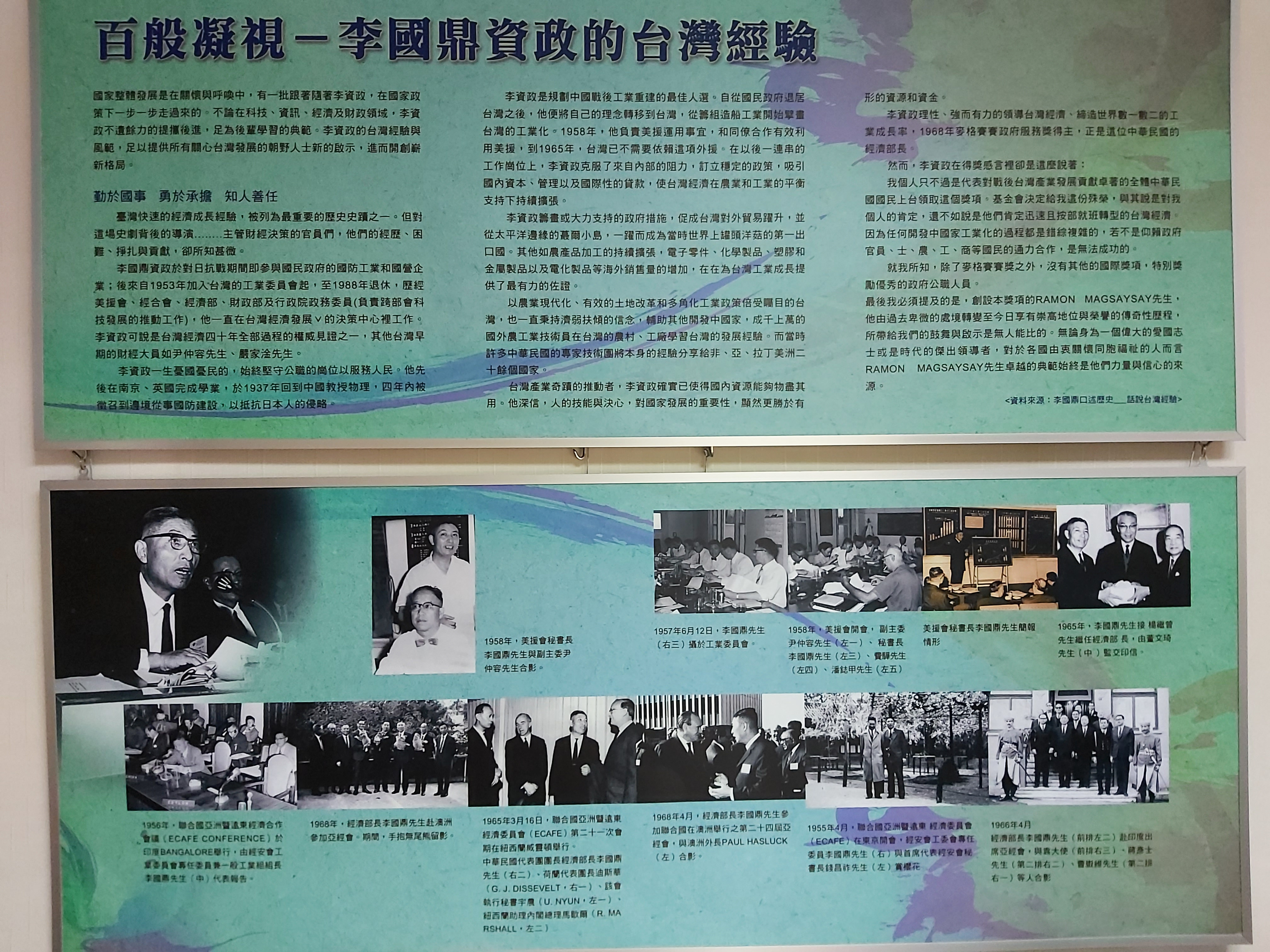
李國鼎生平事略展示牆
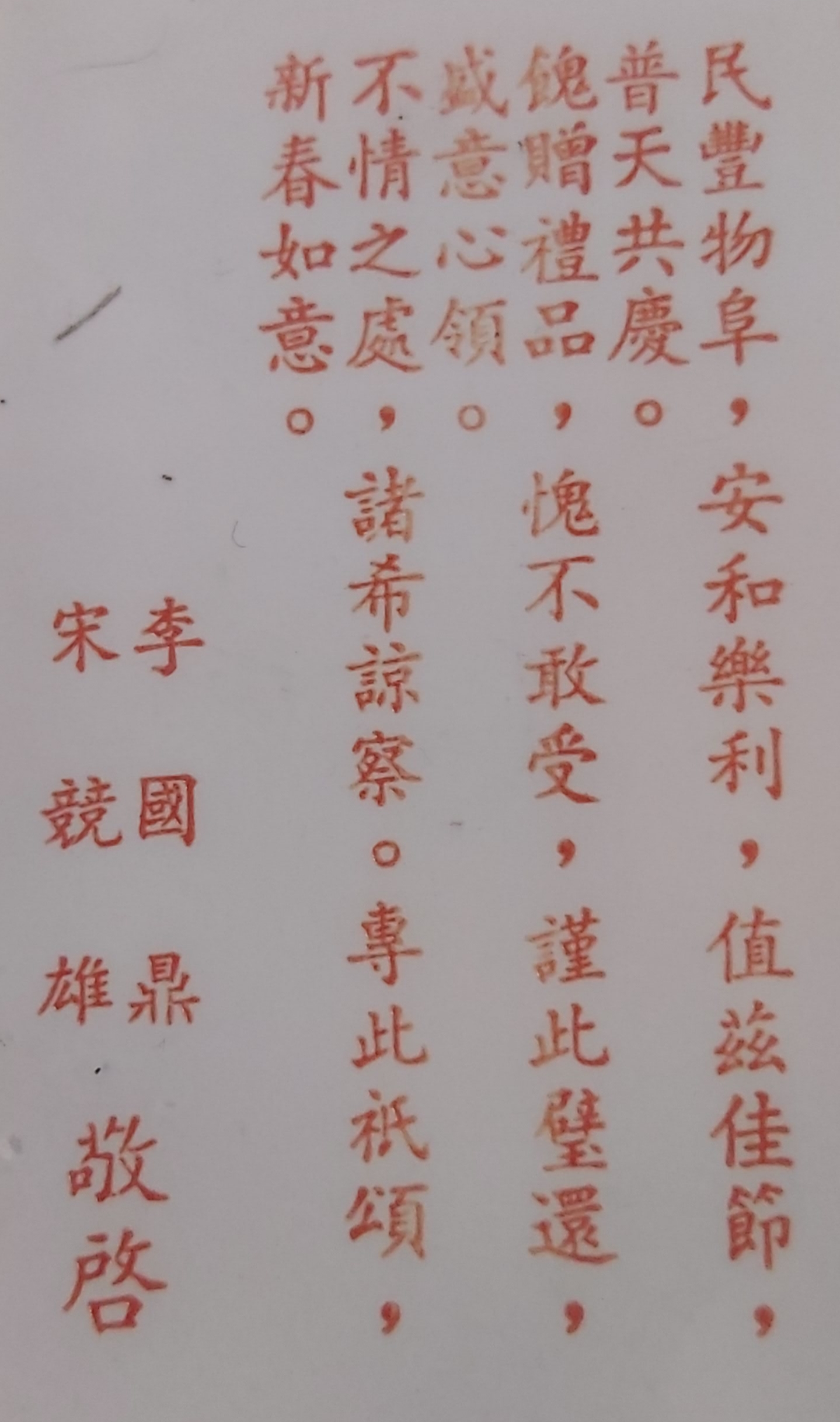
拒絕送禮文化的封條

## 外部連結
- 李國鼎故居的Facebook專頁
- 官方网站